# Nădrag

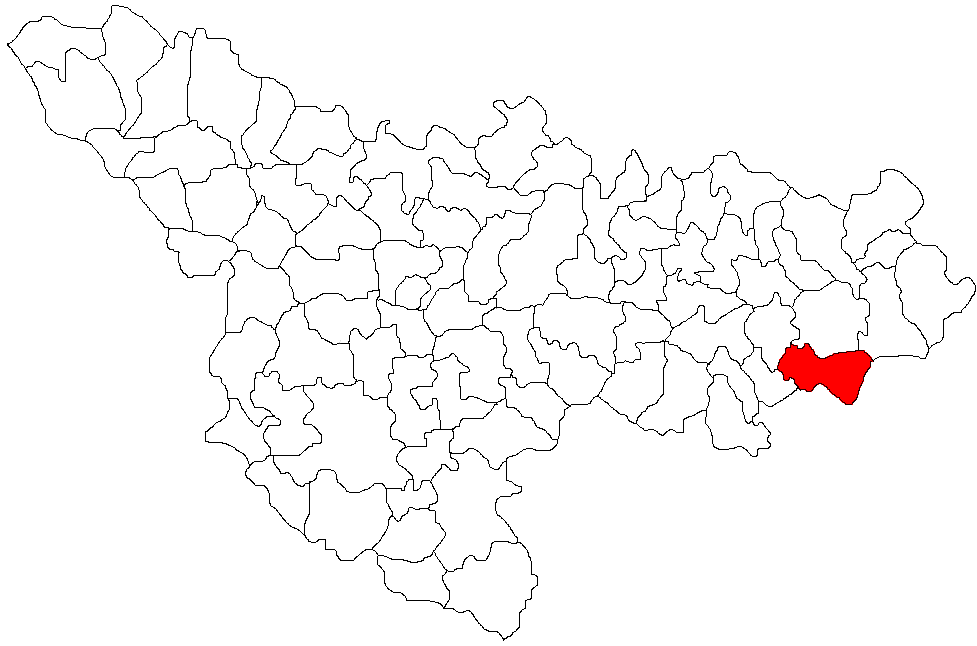
Lage der Gemeinde Nădrag im Kreis Timiș

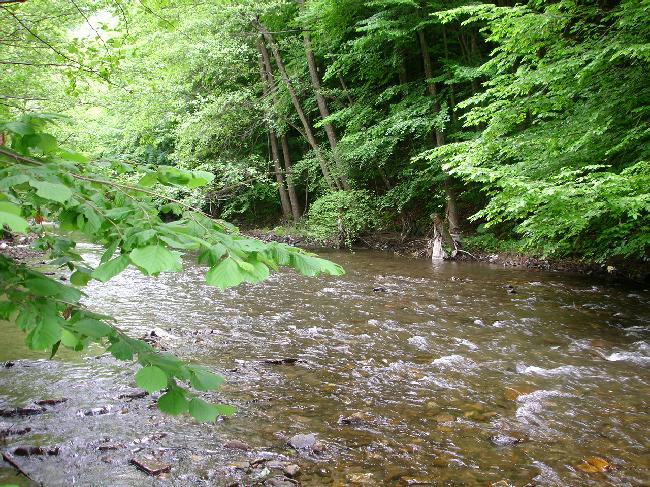
Der Fluss Nădrag

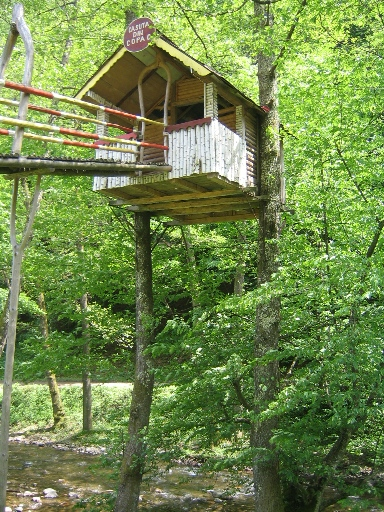
Baumhaus im Jugendlandheim Nădrag

Nădrag ['nədrag] (deutsch Nadrag, selten auch Steinacker, ungarisch Nadrág) ist eine Gemeinde im Nordosten des Kreises Timiș, in der Region Banat, im Südwesten Rumäniens. Der Ort liegt im Poiana-Ruscă-Gebirge, am Fuße des Gipfels Padeș, der mit 1380 Metern der höchste Gipfel des Kreises ist. Zur Gemeinde Nădrag gehört auch das Dorf Crivina.

## Lage
Nădrag  befindet sich in 30 Kilometer Entfernung von Lugoj und ebensoweit von Făget. Bis zur Kreishauptstadt Timișoara (Temeswar) sind es 90 Kilometer.

## Nachbarorte
| Bârna   | Făget                                       | Tomești              |
| Lugoj   | Kompassrose, die auf Nachbargemeinden zeigt | Poiana-Ruscă-Gebirge |
| Jdioara | Caransebeș                                  | Rusca Montană        |

## Geschichte
1364 wurde der Ort erstmals urkundlich erwähnt. Von 1548 bis 1607 hatte die Festung Nodrag mehrere Besitzer. Die Deutschen, die Anfang des 19. Jahrhunderts hier angesiedelt wurden, nannten den Ort des felsigen Bodens wegen Steinacker.
1845 gründete die Wiener Gesellschaft „Rimmer & Morani“ ein Eisenwerk. In Nădrag wurden die „Vesta“-Heizöfen und Kochherde hergestellt, auch Ofenrohre und Zinkeimer. Das Walzwerk Nădrag erzeugte Dünnblech. Bis 1926 gab es auch eine Gießerei. Dort wurden unter anderen die Herdplatten gegossen. Auch große und kleine Kessel wurden in Nădrag hergestellt.
Von 1880 bis 1923 war das Unternehmen „Ciocanul“ der größte Industriebetrieb in Nădrag. Ab 1926 machte sich das Eisenwerk als „Uzinele Titan – Nădrag – Călan“ einen Namen in der Industrie der Region und Rumäniens.
Die erste Schule in Nădrag wurde 1852 gegründet. Die Unterrichtssprachen waren deutsch und ungarisch. 1919 wurde die erste rumänische Schule mit deutscher Abteilung gegründet. Das allgemeinbildende Lyzeum „Traian Grozăvescu“ wurde 1972 ins Leben gerufen und 1972 in ein Industrielyzeum umgestaltet.
Mit dem Namen Nădrag ist das Jugendlandheim für bedürftige Kinder des Kreises Timis eng verbunden. Jährlich verbringen etwa 250 Schüler von Mitte Juni bis Mitte September ihre Sommerferien im Ferienlager Nădrag.

## Demografie
Die Bevölkerung der Gemeinde entwickelte sich wie folgt:
| 1880 | 1952 | 823  | 63  | 610 | 456 |
| 1890 | 2177 | 891  | 94  | 801 | 391 |
| 1910 | 2423 | 1053 | 149 | 974 | 247 |
| 1930 | 1982 | 1046 | 127 | 781 | 28  |
| 1941 | 1909 | 1017 | 123 | 415 | 354 |
| 1977 | 3598 | 2801 | 214 | 424 | 159 |
| 1992 | 3634 | 3036 | 155 | 353 | 90  |
| 2002 | 2928 | 2540 | 122 | 220 | 46  |
| 2011 | 2836 | 2547 | 74  | 94  | 121 |
| 2021 | 2371 | 2148 | 41  | 16  | 166 |